# Dicranomyia globulicornis
Dicranomyia globulicornis är en tvåvingeart som beskrevs av Alexander 1924. Dicranomyia globulicornis ingår i släktet Dicranomyia och familjen småharkrankar. Inga underarter finns listade i Catalogue of Life.